# テツボラ属
テツボラ属（鉄法螺属、テツボラぞく、Purpura）は、アッキガイ科 Muricidaeに属する巻貝の分類群で、約5cm程度の黒っぽい縞模様の貝殻をもち、温暖な海の磯に生息する。

## 外観
殻高 5cm 程度の丸みを帯びた紡錘形で、殻口が広く、螺塔は高くない。螺層に黒っぽい細い縞模様が描かれ、螺肋上にごく弱い突起が並ぶ。

## 生態
潮間帯の岩礁に棲み、ほかの貝を捕食して生きる。

## 種類
本属はチリメンボラ亜科Rapaninae に分類される。本属と近縁のチリメンボラ亜科の分岐図を下に略記した。
テツボラ属(Purpura Bruguière, 1789)に属する貝として以下の3種が知られている。

Purpura bufo Lamarck, 1822 タイワンレイシ（奄美諸島～インド-西太平洋）

Purpura panama (Röding, 1798)
テツボラ（伊豆諸島～インド-西太平洋）

Purpura persica (Linnaeus, 1758) ホソスジテツボラ（伊豆諸島～インド-西太平洋）

## 人との関係
アッキガイ科Muricidaeの貝の特徴として、この属の貝も粘液が光に晒されると紫色になることからPurpuraの名を持つ。地中海沿岸では紀元前からこれらの貝をあつめて紫色の染料をとった。日本では江戸時代から『鉄法螺』は知られ、武蔵石壽の目八譜で紹介されている。